# 스크리베리시

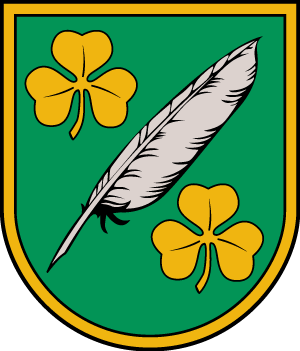
시 문장

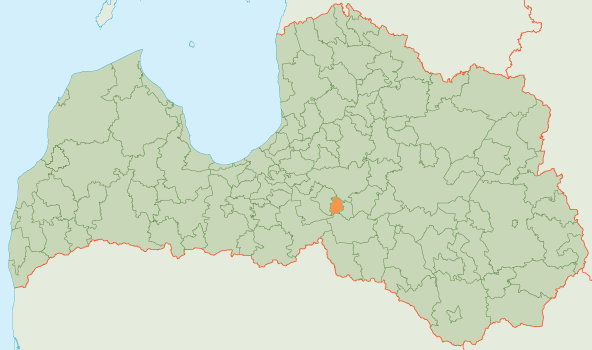
스크리베리 시의 위치

스크리베리시(라트비아어: Skrīveru novads)는 라트비아의 지방 자치체로 행정 중심지는 스크리베리이며 면적은 105.4km2, 인구는 4,117명(2009년 기준), 인구 밀도는 39명/km2이다.